# Go, Acid!
Go, Acid! is een lied van de Belgische youtuber Acid in samenwerking met de Nederlandse zanger Joost en Nederlandse TikTokker Apson. Het werd in 2021 als single uitgebracht.

## Achtergrond
Go, Acid! is geschreven door Joost Klein, Nathan Vandergunst en Teun de Kruif en geproduceerd door Tantu Beats. Het is een lied uit de genres pop en hiphop. In het lied zingt Acid over zichzelf en zijn carrière. Hij promoot onder andere zijn eigen merchandise in het lied en maakt andere youtubers belachelijk met hoe zij reclame maken in hun video's. In het refrein wordt de titel van het nummer meerdere keren achter elkaar herhaald. De regels van het laatste couplet worden door Joost en Apson om de beurt gezongen. 
Korte stukjes van het lied werd voordat het werd uitgebracht al op sociale media gepost en het werd al gezongen door de artiesten bij een concert van Joost. Nadat het op de markt was, ging het lied viraal op verschillende sociale media.
In maart 2022 werd een remix van het lied uitgebracht. Deze remix is gemaakt door de Belgische dj Used.

## Hitnoteringen
De artiesten hadden succes met het lied in België. Het piekte op de 41e plaats van de Vlaamse Ultratop 50 en stond drie weken in deze hitlijst. Van die drie weken was de eerste week dat het genoteerd was in december 2021, waarna het de lijst verliet. In april 2022, nadat de remix was uitgebracht, kwam het weer de lijst binnen en bereikte het zijn piekpositie. Na twee weken ging het nummer de lijst uit.